# Ossama Meslek
Ossama Meslek (* 8. Januar 1997 in Vicenza) ist ein italienischer Mittelstreckenläufer, der sich auf den 1500-Meter-Lauf spezialisiert hat.

## Sportliche Laufbahn
Erste internationale Erfahrungen sammelte Ossama Meslek im Jahr 2018, als er bei den U23-Mittelmeermeisterschaften in Jesolo in 3:55,04 min den fünften Platz belegte. Im Jahr darauf erreichte er bei den U23-Europameisterschaften in Gävle in 3:51,97 min Rang acht. Bei den Crosslauf-Europameisterschaften 2021 in Dublin gelangte er mit der italienischen Mixed-Staffel mit 18:37 min auf den achten Platz. Im Jahr darauf startete er im 3000-Meter-Lauf bei den Hallenweltmeisterschaften in Belgrad und verpasste dort mit 7:57,24 min den Finaleinzug. Zuvor stellte er in Birmingham mit 3:37,29 min einen neuen italienischen Hallenrekord über 1500 Meter auf. Mitte Juni siegte er in 3:37,25 min über 1500 Meter bei den Copenhagen Athletics Games und anschließend gewann er bei den Mittelmeerspielen in Oran in 3:42,49 min die Bronzemedaille hinter dem Franzosen Azeddine Habz und Abdelatif Sadiki aus Marokko. Anschließend wurde er bei den Europameisterschaften in München im Vorlauf disqualifiziert. 2023 kam er bei den Halleneuropameisterschaften in Istanbul im Finale nicht ins Ziel und im August schied er bei den Weltmeisterschaften in Budapest mit 3:35,12 min in der ersten Runde aus. Im Jahr darauf gelangte er bei den Europameisterschaften in Rom mit 3:36,35 min auf Rang 14, ehe er bei den Olympischen Sommerspielen in Paris mit 3:32,77 min im Halbfinale ausschied.
2022 wurde Meslek italienischer Meister im 1500-Meter-Lauf sowie 2019 und 2023 Hallenmeister im 3000-Meter-Lauf.

## Persönliche Bestleistungen
- 1500 Meter: 3:33,77 min, 4. August 2024 in Paris
  - 1500 Meter (Halle): 3:37,29 min, 19. Februar 2022 in Birmingham (italienischer Rekord)
- Meile: 3:55,39 min, 14. Mai 2022 in London
  - Meile (Halle): 4:15,32 min, 7. Februar 2016 in Cardiff
- 5000 Meter: 13:54,57 min, 9. Juni 2022 in Rom
  - 3000 Meter (Halle): 7:44,45 min, 12. Februar 2022 in Metz